# Jodid titanitý
Jodid titanitý, TiI3, je anorganická sloučenina titanu a jodu. Je to tmavě fialová pevná látka, je nerozpustná ve většině rozpouštědel.

## Příprava a vlastnosti
Jodid titanitý lze připravit přímou reakcí jodu s titanem:
2 Ti + 3 I2 → 2 TiI3
Další možností přípravy je redukce jodidu titaničitého hliníkem.
Z roztoku krystaluje jako hexahydrát, TiI3·6H2O.
Při teplotě nad 350 °C disproporcionuje:
2 TiI3 ⇌ TiI2 + TiI4

## Struktura
Krystalová struktura je tvořena řetězci oktaedrů TiI6 propojených stěnou. Při teplotě nad 50 °C jsou všechny vzdálenosti Ti–Ti stejné, ale pod touto teplotou dochází k fázovému přechodu. V nízkoteplotní modifikaci se střídá kratší a delší vzdálenost mezi ionty titanu. Tato struktura je podobná struktuře bromidu molybdenitého.